# Brücken zwischen Altem und Neuem Hafen
Die Brücken zwischen Altem und Neuem Hafen in Bremerhaven-Mitte, H.-H.-Meier-Straße, wurden 1927 gebaut, als der Alte Hafen mit dem Neuen Hafen verbunden wurde.
Das Brückenensemble steht seit 1992 unter Bremer Denkmalschutz.

## Geschichte

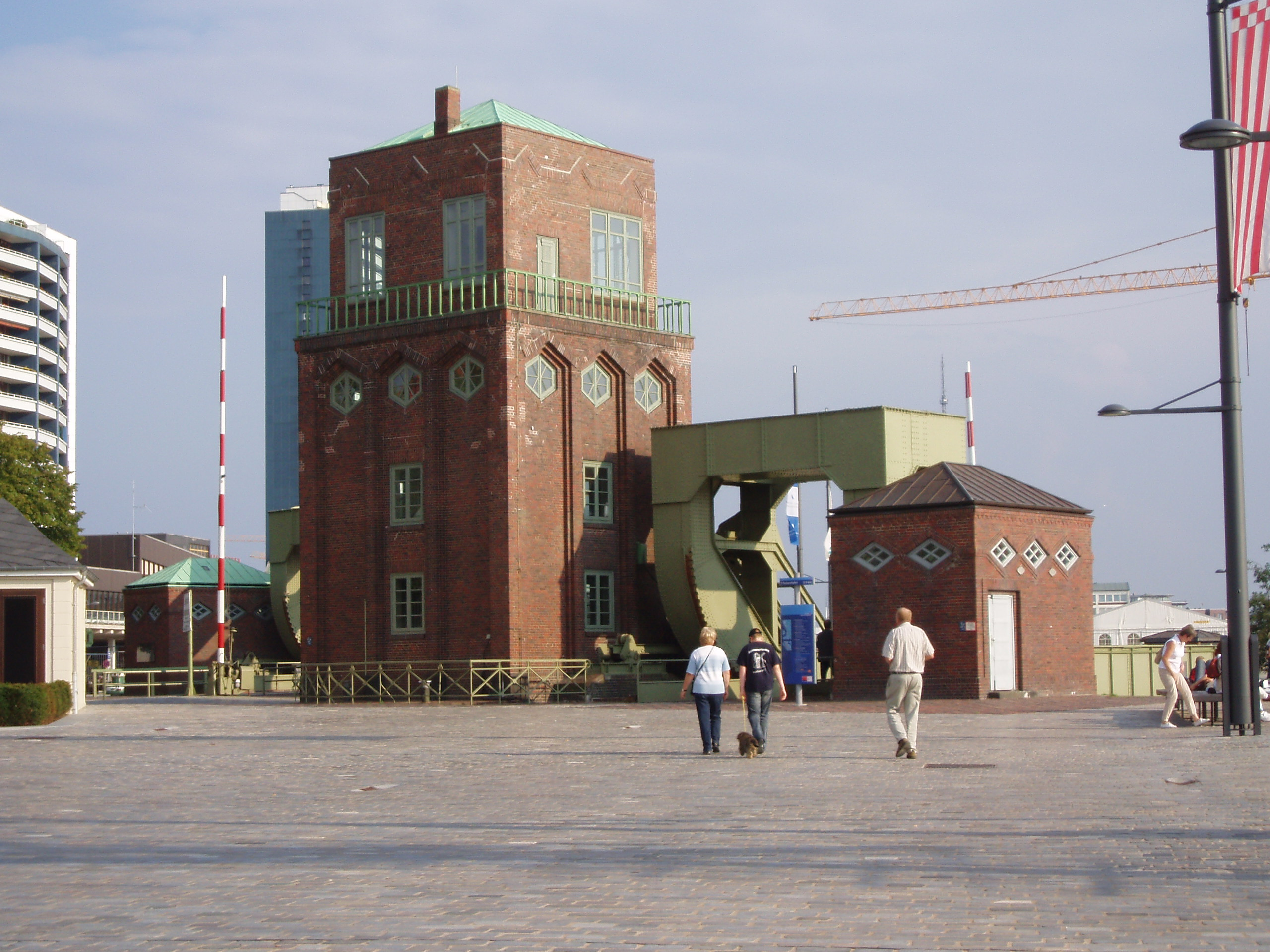
Maschinenhaus

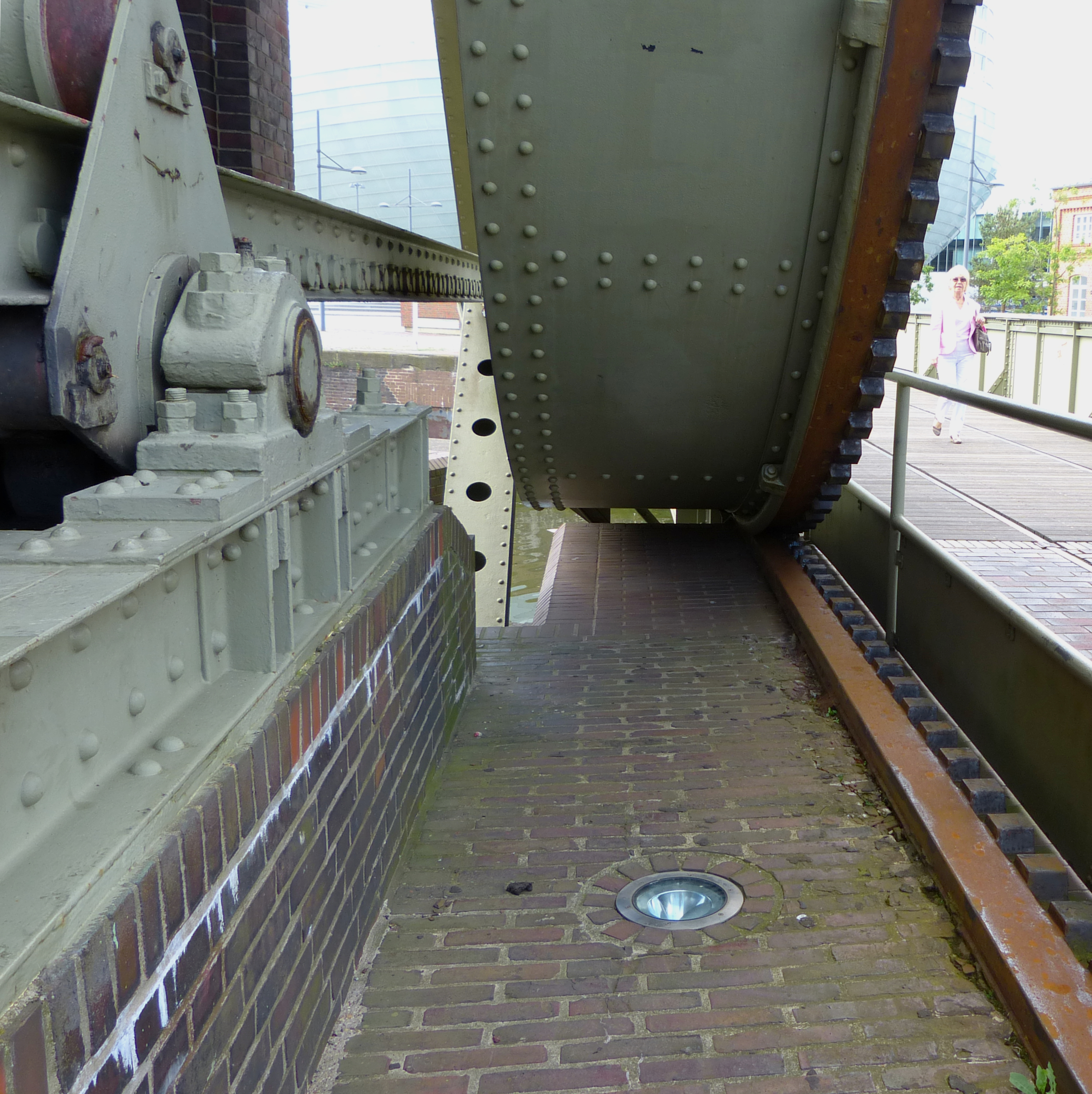
Rollmechanik der Klappbrücke

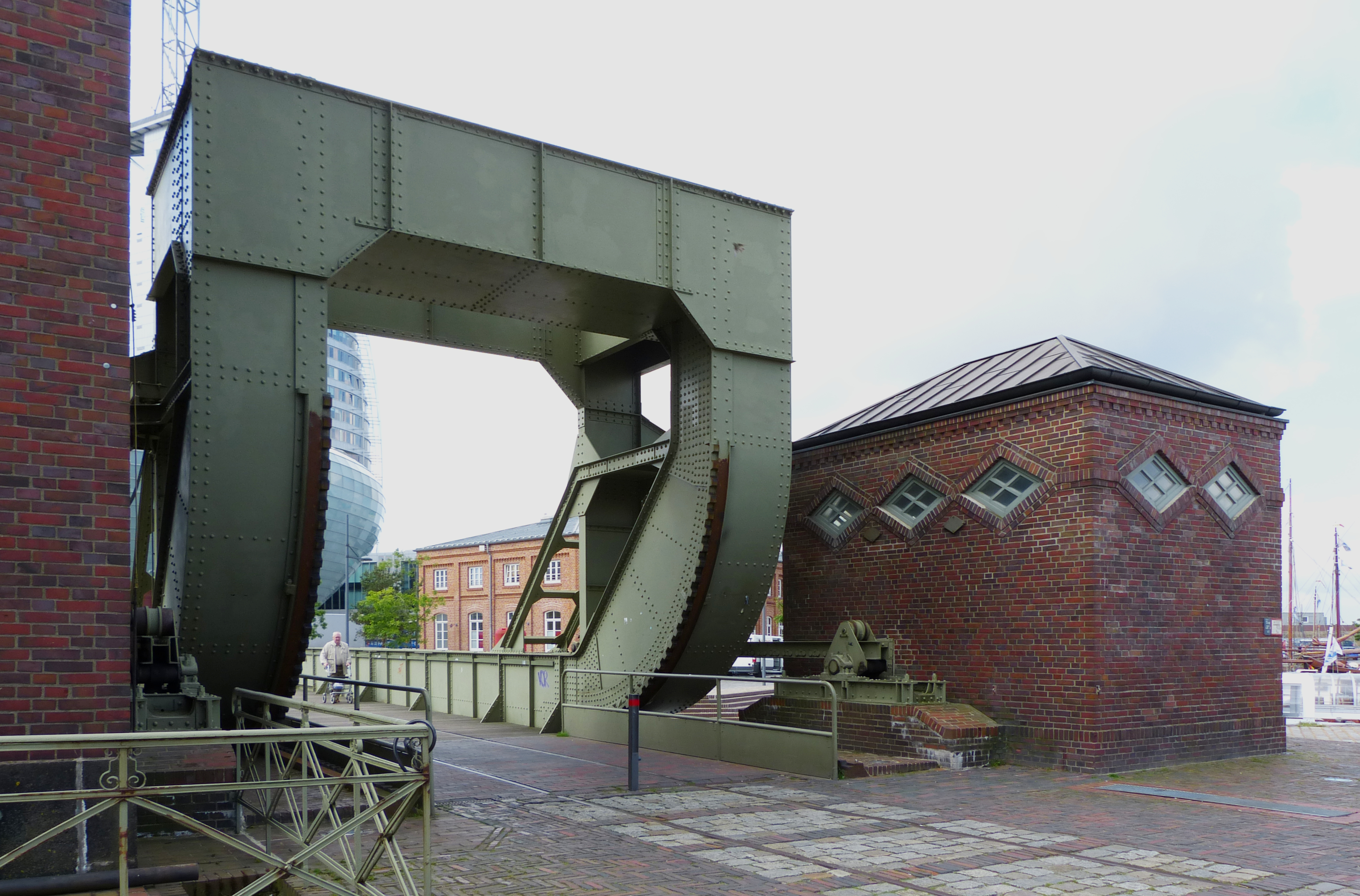
Kontergewicht, kleines Maschinenhaus

Die Schleuse von der Geeste zum Alten Hafen wurde 1933 zugeschüttet (Hier steht heute der Richtfunkturm von 1965). Zuvor wurde deshalb von 1925 bis 1927 ein 12,5 Meter breiter und 8 Meter tiefer Verbindungskanal (scherzhaft auch Panamakanal genannt) zwischen dem Alten und dem Neuen Hafen geschaffen. Zugleich entstanden in der Verlängerung der H.-H.-Meier-Straße (ehem. Keilstraße) für den Eisenbahn- und Straßenverkehr zwei Klappbrücken. Offiziell wurde die Anlage Anfang 1928 in Betrieb genommen.

## Architektur und Technik
Der 4-geschossige verklinkerte Maschinenhausturm enthält die technischen Betriebsräume und im Obergeschoss den Steuerraum, mit Überblick über die Anlage. Drei kleine Maschinenhäuser für die Elektromotoren für den Antrieb stehen an jeder Brücke. Die Klappbrücken mit hochliegendem Gegengewicht sind bewegliche Brücken und mit einer anschaulichen Funktionsweise. Sie sind im originalen Zustand „ein vorzügliches Zeugnis der Hafen-, Verkehrs und Brückenbautechnik“, so das Landesamt für Denkmalpflege Bremen.
Die schmalere, nur 4,75 Meter breite und 17,55 Meter lange Brücke war ursprünglich als Eisenbahnbrücke geplant. Die mit 8,5 Meter breitere, aber mit 15,80 Meter etwas kürzere Brücke ist als Straßenbrücke ausgelegt. Bei diesen Rollklappbrücken greifen die Zähne am Brückenbogen beim Öffnen und Schließen in die auf dem Boden angebrachten Zahnstangen. Das Gegengewicht ist so hoch angebracht, dass Schienenfahrzeuge darunter hindurch fahren können. Nach der beim Bau gültigen Reichsbahnvorschrift beträgt die Durchfahrtshöhe 5,51 Meter, die dann aus optischen Gründen auch für die Straßenbrücke gewählt wurde. Der maschinelle Antrieb besteht aus einem Gelenkstangenantrieb nach einem Patent der Freund-Starke-Hoffmann AG in Charlottenburg. Für den Antrieb stehen zwei Elektromotoren zur Verfügung. Bei Stromausfall können die Brücken behelfsweise per Muskelkraft bedient werden.